# 長岡市水道公園
長岡市水道公園（ながおかしすいどうこうえん）は、新潟県長岡市に設置された公園である。

## 概要

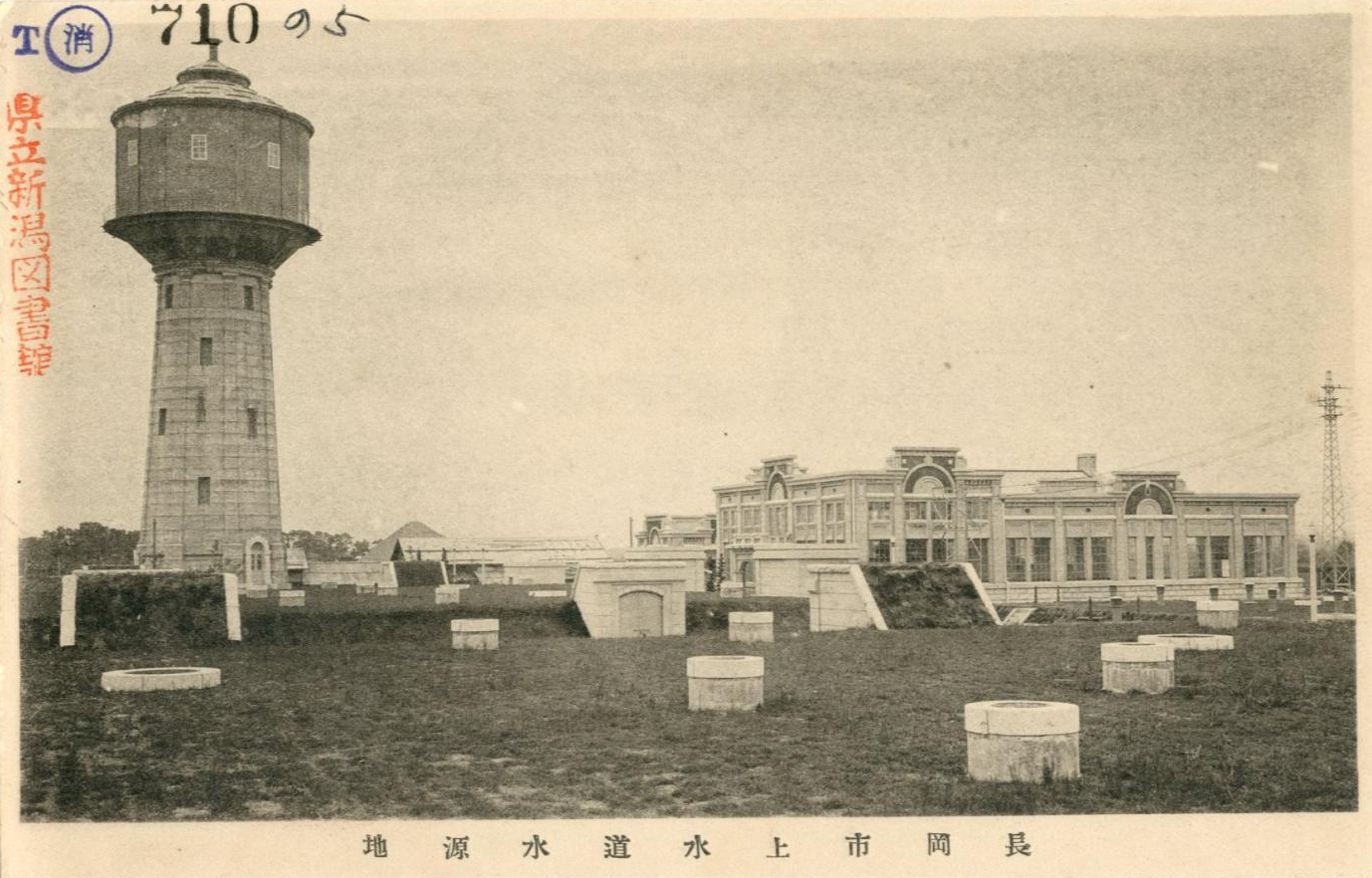
絵葉書『北越みやげ長岡市風景：長岡市上水道水源地』。昭和初期のもの。

1927年（昭和2年）から1993年（平成5年）まで操業していた旧中島浄水場跡地に整備された公園である。配水塔（水道タンク）やポンプ室棟、監視室棟、予備発電機室棟といった近代の歴史的建物が残されており、いずれも国の登録有形文化財となっている。
配水塔は大正末期に建設されたものであり、1996年（平成8年）に全面改修を受けた。「水道タンク」と呼ばれ市民に親しまれ、長岡市のシンボルのひとつとなっており、夜間にはライトアップも行われる。映画のロケ地として使われたこともある。

## ギャラリー

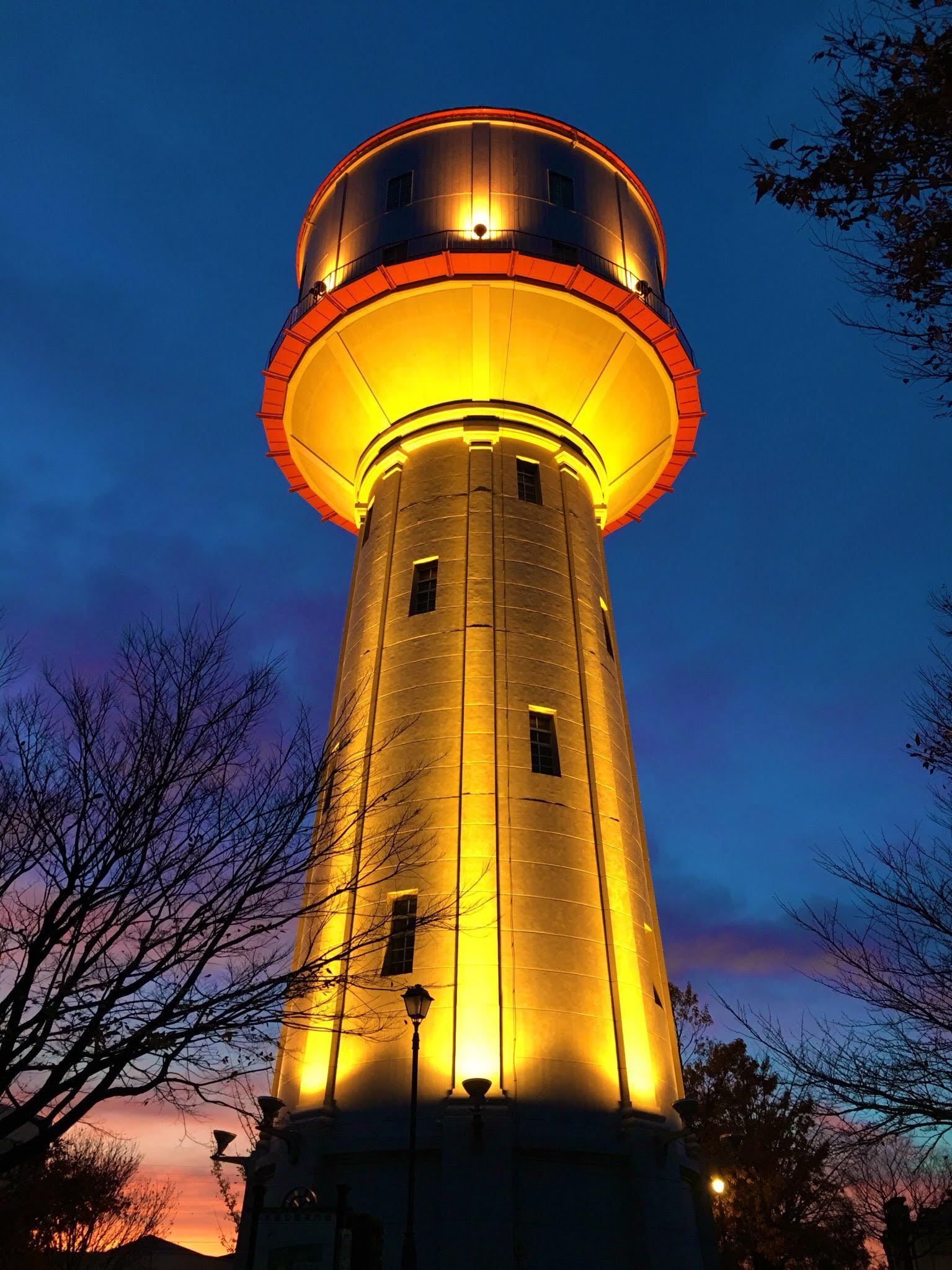
水道タンク（登録有形文化財）のライトアップ
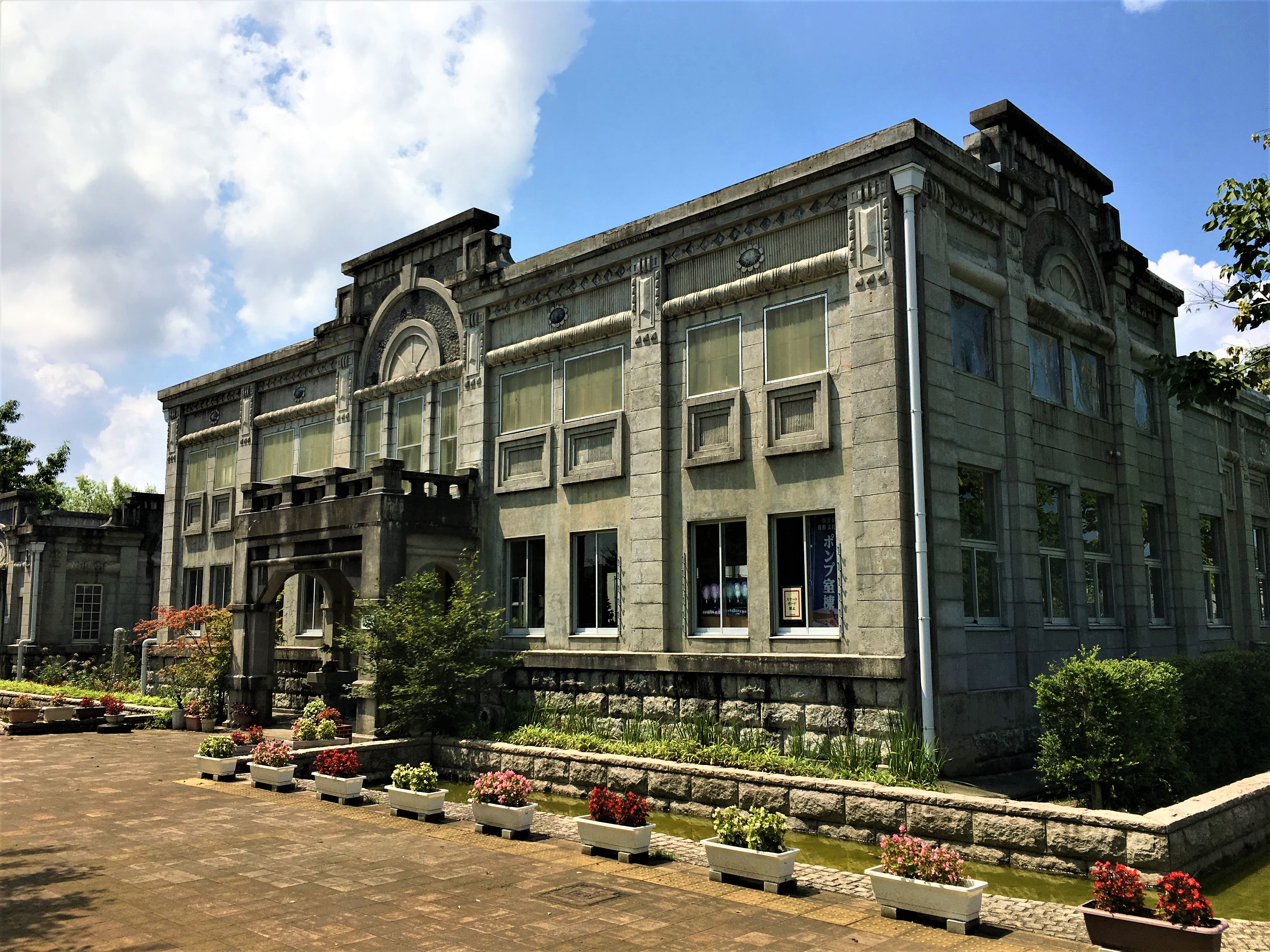
ポンプ室棟（登録有形文化財）